# 肖恩·格林
肖恩·柯蒂斯·格林（英語：Sean Curtis Green，1970年2月2日—），美国NBA联盟前职业篮球运动员。他在1991年的NBA选秀中第2轮第41顺位被印第安纳步行者选中。